# Ножиці (снаряд)

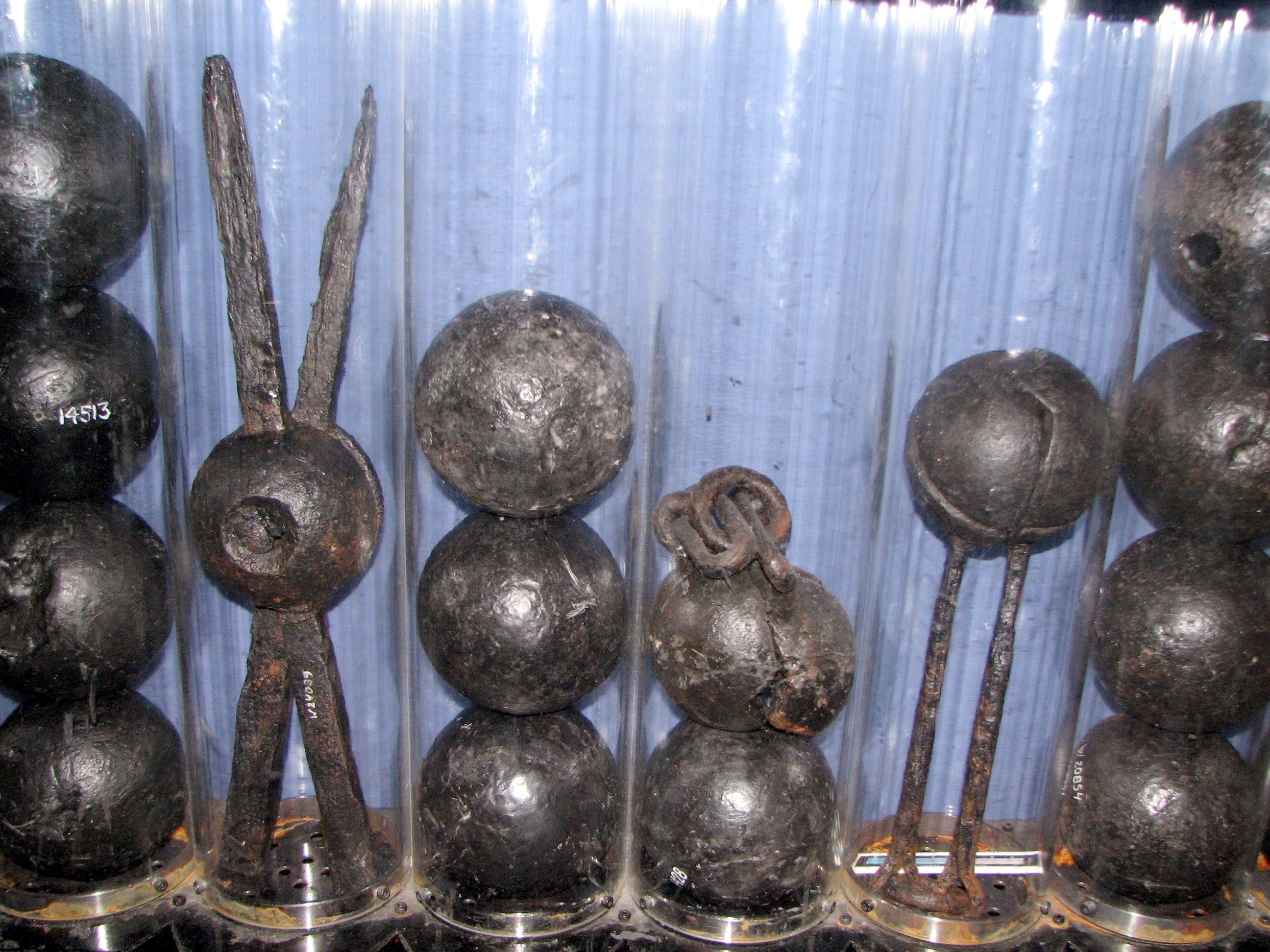
Різні типи гарматних ядер, виявлених на затонулому в 1628 році шведському кораблі «Ваза». Другі зліва — «ножиці»

«Ножиці» — історичний тип артилерійського снаряда (гарматного ядра), застосовувався в морській артилерії часів парусного флоту.

## Опис
Ядро даного типу складалося з двох рухомо з'єднаних половинок, кожна з яких включала в себе також довгий металевий штир; така конструкція має значну візуальну схожість зі звичайними ножицями, через що й дістала свою назву. За рахунок штирів, які діяли подібно до лез, порівняно зі звичайними ядрами, «ножиці» заподіювали більшої шкоди такелажу, палубним конструкціям та особовому складу.